# L'harem alla fine dei mondi
L'harem alla fine dei mondi (異世界迷宮でハーレムを?, Isekai meikyū de Haremu o, lett. "Creare un harem in un labirintico mondo alternativo") è una serie di light novel scritta da Shachi Sogano e serializzata da Shikidouji. Inizialmente serializzata online dal 2011 al 2019 sul sito web di romanzi generati dagli utenti Shōsetsuka ni narō, la serie è stata successivamente acquisita da Shufunotomo che ha iniziato a pubblicarla in formato cartaceo dal 21 dicembre 2012 sotto l'etichetta Hero Bunko. Un adattamento manga disegnato da Issei Hyōju viene serializzato dal 26 aprile 2017 sulla rivista Monthly Shōnen Ace. I capitoli sono stati raccolti in 11 volumi tankōbon. Un adattamento anime, intitolato Harem in the Labyrinth of Another World, è stato prodotto da Passione e trasmesso dal 6 luglio al 21 settembre 2022.

## Trama
Un ragazzo di nome Michio Kaga mentre sta navigando su Internet si imbatte in un gioco online che sembra utilizzare la realtà virtuale. Dopo aver risposto ad alcune domande per scegliere le caratteristiche del suo personaggio da creare, appare una casella sullo schermo che lo avvisa che una volta avviato il gioco non potrà tornare nel mondo in cui attualmente vive. Michio, senza darci peso, accetta le condizioni e si ritrova catapultato in un mondo fantasy che presenta meccanismi da videogioco di ruolo, dove la schiavitù, il banditismo e gli omicidi sono all'ordine del giorno. Dopo aver completato la sua prima missione, che prevedeva di respingere l'attacco di alcuni banditi nel villaggio in cui è apparso, Michio si reca nella cittadina di Vale e viene messo in contatto con un mercante di schiavi che lo convince a comprare da lui Roxanne, una giovane e affascinante ragazza licantropo ancora vergine. Non avendo però il denaro sufficiente per comperarla, il conciliante mercante gli offre qualche giorno di tempo per guadagnare la cifra richiesta, il che risulta piuttosto difficile dato che Michio è ancora un principiante. Tuttavia il ragazzo, affascinato dalla bellezza di Roxanne e motivato ad ottenerla a tutti i costi, accelera il suo apprendimento in merito alle conoscenze del nuovo mondo e si sforza per aumentare le sue capacità, così come ottenere denaro e oggetti di valore derivanti dalle sue missioni. Una volta riuscito nell'impresa, Michio acquista Roxanne, la fa diventare sua partner alla pari nonché sua amante, dopodiché si prefigge l'obiettivo di acquistare altre schiave e costruirsi un harem, il tutto mentre alterna avventure all'interno di un dungeon pieno di mostri.

## Personaggi
Michio Kaga (加賀 道夫?, Kaga Michio)
Doppiato da: Taku Yashiro
Michio è un umano che si ritrova improvvisamente catapultato nell'ambientazione di un gioco fantasy online a basso costo, ma non può più tornare nel mondo reale. Le sue abilità di imbroglio nel gioco includono l'analisi di tutto ciò che lo circonda, consentendogli di valutare i punti di forza e di debolezza. Con una mente percettiva e le sue abilità nel kendo, riesce a reggere il confronto in questo nuovo ambiente pericoloso, conquistando alla fine cinque schiave, trattandole come pari e facendone le sue amanti.
Roxanne (ロクサーヌ?, Rokusānu)
Doppiata da: Shiori Mikami
Roxanne è una licantropa che diventa la prima schiava/amante e membro del gruppo di Michio. È diventata una schiava dopo la morte dei suoi genitori e dopo che sua zia non è più stata in grado di prendersi cura di lei. Si sono incontrati per la prima volta quando Michio ha acquistato Roxanne dal suo proprietario. Nonostante il suo status, Roxanne ama Michio.
Sherry (セリー?, Serī)
Doppiata da: Shiori Izawa
Sherry è una nana che diventa la seconda schiava/amante e membro del gruppo di Michio. A causa delle sue orecchie sottili, che la fanno sembrare più vecchia, era più economica da acquistare. Sherry è eccezionalmente intelligente e spesso le vengono poste domande più dirette o inquisitorie di Roxanne.
Miria (ミリア?)
Doppiata da: Honoka Kuroki
Miria è un catkin che diventa la terza schiava/amante e membro del gruppo di Michio. La sua ossessione per i pesci l'ha portata a diventare una schiava, poiché ne ha rubati alcuni da uno stagno sacro. Miria sta ancora imparando il linguaggio magico nei libri e comunica tramite Roxanne.
Vesta (ベスタ?, Besuta)
Doppiata da: Rina Honnizumi
Vesta è una dragonkin che diventa la quarta schiava/amante e membro del gruppo di Michio. Vesta è stata una schiava per tutta la sua vita perché i suoi genitori erano schiavi a loro volta. All'inizio non è entusiasta di essere la schiava di Michio, ma dopo aver scoperto che il ragazzo tratta le sue schiave come pari cambia opinione su di lui.
Rutina (ルティナ?)
Doppiata da: Mikako Izawa
Rutina è un'elfa che diventa la quinta schiava/amante e membro del gruppo di Michio. È un'ex nobile che è stata costretta alla schiavitù. Inizialmente Rutina aveva una bassa opinione di Michio, ben presto si rese conto della profondità delle sue capacità e si sentì un po' depressa per le sue. Una volta che vide che era davvero un uomo gentile e affidabile, abbassò la guardia nei suoi confronti e iniziò ad amarlo
Allen (アラン?, Aran)
Doppiato da: Kenta Miyake
Allen è un mercante di schiavi a Vale. Avendo una personalità amichevole, tratta bene i suoi schiavi e si assicura che trovino buone case.
Somara (ソマーラ?, Somāra)
Il capo del villaggio in cui Michio arrivò per primo.
Hugo (ウーゴ?, Ūgo)
Doppiato da: Wataru Isami
Il capo di una banda di banditi, ucciso da Michio.

## Media

### Light novel
La serie, scritta da Shachi Sogano, è stata inizialmente serializzata dal 2011 al 2019 sul sito web di romanzi generati dagli utenti Shōsetsuka ni narō. Successivamente è stata acquisita da Shufunotomo, che ha iniziato a pubblicare i volumi in formato cartaceo e con le illustrazioni di Shikidouji a partire dal 21 dicembre 2012. Al 30 aprile 2024 sono stati pubblicati 13 volumi.
| Nº | Data di prima pubblicazione | Data di prima pubblicazione | Data di prima pubblicazione |
| Nº | Giapponese                  | Giapponese                  |                             |
| -- | --------------------------- | --------------------------- | --------------------------- |
| 1  | 21 dicembre 2012            | ISBN 978-4-07-285942-1      |                             |
| 2  | 30 aprile 2013              | ISBN 978-4-07-289673-0      |                             |
| 3  | 29 novembre 2013            | ISBN 978-4-07-293798-3      |                             |
| 4  | 30 maggio 2014              | ISBN 978-4-07-297187-1      |                             |
| 5  | 27 aprile 2015              | ISBN 978-4-07-413191-4      |                             |
| 6  | 28 dicembre 2015            | ISBN 978-4-07-414322-1      |                             |
| 7  | 27 febbraio 2017            | ISBN 978-4-07-423657-2      |                             |
| 8  | 30 novembre 2017            | ISBN 978-4-07-428637-9      |                             |
| 9  | 28 dicembre 2018            | ISBN 978-4-07-436358-2      |                             |
| 10 | 30 marzo 2020               | ISBN 978-4-07-442821-2      |                             |
| 11 | 28 dicembre 2020            | ISBN 978-4-07-447190-4      |                             |
| 12 | 31 gennaio 2022             | ISBN 978-4-07-449757-7      |                             |
| 13 | 30 aprile 2024              | ISBN 978-4-07-459483-2      |                             |

### Manga
Un adattamento manga disegnato da Issei Hyōju viene serializzato dal 26 aprile 2017 sulla rivista Monthly Shōnen Ace edita da Kadokawa Shoten. I capitoli vengono raccolti in volumi tankōbon a partire dal 25 novembre 2017. Al 26 febbraio 2025 i volumi totali ammontano a 11.
In Italia la serie viene pubblicata da Magic Press a partire dal 30 maggio 2022. La traduzione dei testi è curata da Mattia Soave.
La serie è distribuita anche in Francia da Meian.
| 1  | 25 novembre 2017 | ISBN 978-4-04-106205-0                                                      | 30 maggio 2022    | ISBN 978-88-6913-843-0 |
| 1  | Capitoli - Chapter 1. Villaggio iniziale (最初の村?, Saisho no mura) - Chapter 2. Bale (ベイル?, Beiru) - Chapter 3. Roxanne 1 (ロクサーヌ (1)?, Rokusānu (1)) - Chapter 3. Roxanne 2 (ロクサーヌ (2)?, Rokusānu (2)) - Chapter 4. Labirinto 1 (迷宮 (1)?, Meikyū (1)) - Prologue. Prologo (プロローグ?, Purorōgu) |                                                                             |                   |                        |
| 2  | 26 aprile 2018 | ISBN 978-4-04-106721-5                                                      | 21 luglio 2022    | ISBN 978-88-6913-852-2 |
| 2  | Capitoli - Chapter 4. Labirinto 2 (迷宮 (2)?, Meikyū (2)) - Chapter 5. Taglia 1 (賞金 (1)?, Shōkin (1)) - Chapter 5. Taglia 2 (賞金 (2)?, Shōkin (2)) - Chapter 5. Taglia 3 (賞金 (3)?, Shōkin (3)) - Chapter 6. Matrimoniale 1 (ダブル (1)?, Daburu (1)) - Chapter 6. Matrimoniale 2 (ダブル (2)?, Daburu (2)) - Chapter 6. Matrimoniale 3 (ダブル (3)?, Daburu (3)) |                                                                             |                   |                        |
| 3  | 26 ottobre 2018 | ISBN 978-4-04-107475-6                                                      | 15 settembre 2022 | ISBN 978-88-6913-868-3 |
| 3  | Capitoli - Chapter 7. Party 1 (パーティー (1)?, Pātī (1)) - Chapter 7. Party 2 (パーティー (2)?, Pātī (2)) - Chapter 7. Party 3 (パーティー (3)?, Pātī (3)) - Chapter 8. Monaco 1 (僧侶 (1)?, Sōryo (1)) - Chapter 8. Monaco 2 (僧侶 (2)?, Sōryo (2)) - Chapter 9. Stregone 1 (魔法使い (1)?, Mahōtsukai (1)) |                                                                             |                   |                        |
| 4  | 26 aprile 2019 | ISBN 978-4-04-107476-3                                                      | 25 novembre 2022  | ISBN 978-88-6913-890-4 |
| 4  | Capitoli - Chapter 9. Stregone 2 (魔法使い (2)?, Mahōtsukai (2)) - Chapter 9. Stregone 3 (魔法使い (3)?, Mahōtsukai (3)) - Chapter 9. Stregone 4 (魔法使い(4)?, Mahōtsukai (4)) - Chapter 10. Esperimenti (実験?, Jikken) - Chapter 11. Guratar 1 (クーラタル (1)?, Kūrataru (1)) - Chapter 11. Guratar 2 (クーラタル (2)?, Kūrataru (2)) |                                                                             |                   |                        |
| 5  | 24 gennaio 2020 | ISBN 978-4-04-109048-0                                                      | 19 gennaio 2023   | ISBN 978-88-6913-907-9 |
| 5  | Capitoli - Chapter 11. Quratar 3 (クーラタル (3)?, Kūrataru (3)) - Chapter 12. Nuova casa 1 (新居 (1)?, Shinkyo (1)) - Chapter 12. Nuova casa 2 (新居 (2)?, Shinkyo (2)) - Chapter 13. Bagno 1 (風呂 (1)?, Furo (1)) - Chapter 13. Bagno 2 (風呂 (2)?, Furo (2)) - Chapter 14. Sapone 1 (石鹸 (1)?, Sekken (1)) - Chapter 14. Sapone 2 (石鹸 (2)?, Sekken (2)) |                                                                             |                   |                        |
| 6  | 26 agosto 2020 | ISBN 978-4-04-109731-1                                                      | 16 marzo 2023     | ISBN 978-88-6913-922-2 |
| 6  | Capitoli - Chapter 14. Sapone 3 (石鹸 (3)?, Sekken (3)) - Chapter 15. Imprudenza 1 (油断 (1)?, Yudan (1)) - Chapter 15. Imprudenza 2 (油断 (2)?, Yudan (2)) - Chapter 15. Imprudenza 3 (油断 (3)?, Yudan (3)) - Chapter 16. Sherry 1 (セリー (1)?, Serī (1)) - Chapter 16. Sherry 2 (セリー (2)?, Serī (2)) |                                                                             |                   |                        |
| 7  | 26 aprile 2021 | ISBN 978-4-04-109732-8                                                      | 25 maggio 2023    | ISBN 978-88-6913-941-3 |
| 7  | Capitoli - Chapter 17. Intellettuale 1 (頭脳派 (1)?, Zunōha (1)) - Chapter 17. Intellettuale 2 (頭脳派 (2)?, Zunōha (2)) - Chapter 17. Intellettuale 3 (頭脳派 (3)?, Zunōha (3)) - Chapter 18. Never give up 1 (Never give up (1)?) - Chapter 18. Never give up 2 (Never give up (2)?) - Chapter 18. Never give up 3 (Never give up (3)?) - Chapter 18. Never give up 4 (Never give up (4)?) - Chapter 18. Never give up 5 (Never give up (5)?) |                                                                             |                   |                        |
| 8  | 25 marzo 2022 | ISBN 978-4-04-112122-1                                                      | 3 agosto 2023     | ISBN 978-88-6913-968-0 |
| 8  | Capitoli - Chapter 19. Fabbro 1 (鍛冶師 (1)?, Tanyashi (1)) - Chapter 19. Fabbro 2 (鍛冶師 (2)?, Tanyashi (2)) - Chapter 19. Fabbro 3 (鍛冶師 (3)?, Tanyashi (3)) - Chapter 19. Fabbro 4 (鍛冶師 (4)?, Tanyashi (4)) - Chapter 19. Fabbro 5 (鍛冶師 (5)?, Tanyashi (5)) - Chapter 19. Fabbro 6 (鍛冶師 (6)?, Tanyashi (6)) - Chapter 19. Fabbro 7 (鍛冶師 (7)?, Tanyashi (7)) - Chapter 20. Gengis Khan 1 (ジンギスカン (1)?, Jingisukan (1)) - Chapter 20. Gengis Khan 2 (ジンギスカン (2)?, Jingisukan (2)) - Chapter 20. Gengis Khan 3 (ジンギスカン (3)?, Jingisukan (3)) |                                                                             |                   |                        |
| 9  | 25 febbraio 2023 | ISBN 978-4-04-113429-0                                                      | 14 marzo 2024     | ISBN 978-88-6913-220-9 |
| 9  | Capitoli - Chapter 20. Gengis Khan 4 (ジンギスカン (4)?, Jingisukan (4)) - Chapter 20. Gengis Khan 5 (ジンギスカン (5)?, Jingisukan (5)) - Chapter 20. Gengis Khan 6 (ジンギスカン (6)?, Jingisukan (6)) - Chapter 21. Vacanze 1 (休日 1?, Kyūjitsu 1) - Chapter 21. Vacanze 2 (休日 2?, Kyūjitsu 2) - Chapter 21. Vacanze 3 (休日 3?, Kyūjitsu 3) - Chapter 21. Vacanze 4 (休日 4?, Kyūjitsu 4) - Chapter 21. Vacanze 5 (休日 5?, Kyūjitsu 5) - Chapter 22. L'attacco dell'astinente 1 (禁欲攻撃 1?, Kin'yoku kōgeki 1) - Chapter 22. L'attacco dell'astinente 2 (禁欲攻撃 2?, Kin'yoku kōgeki 2) |                                                                             |                   |                        |
| 10 | 25 gennaio 2024 | ISBN 978-4-04-114549-4                                                      | 29 agosto 2024    | ISBN 979-12-5672-013-2 |
| 10 | Capitoli - Chapter 22. L'attacco dell'astinente 3 (禁欲攻撃 3?, Kin'yoku kōgeki 3) - Chapter 22. L'attacco dell'astinente 4 (禁欲攻撃 4?, Kin'yoku kōgeki 4) - Chapter 22. L'attacco dell'astinente 5 (禁欲攻撃 5?, Kin'yoku kōgeki 5) - Chapter 22. L'attacco dell'astinente 6 (禁欲攻撃 6?, Kin'yoku kōgeki 6) - Chapter 22. L'attacco dell'astinente 7 (禁欲攻撃 7?, Kin'yoku kōgeki 7) - Chapter 22. L'attacco dell'astinente 8 (禁欲攻撃 8?, Kin'yoku kōgeki 8) - Chapter 22. L'attacco dell'astinente 9 (禁欲攻撃 9?, Kin'yoku kōgeki 9) - Chapter 22. L'attacco dell'astinente 10 (禁欲攻撃 10?, Kin'yoku kōgeki 10) - Chapter 23. Palmasque 1 (ペルマスク 1?, Perumasuku 1) - Chapter 23. Palmasque 2 (ペルマスク 2?, Perumasuku 2) - Chapter 23. Palmasque 3 (ペルマスク 3?, Perumasuku 3) |                                                                             |                   |                        |
| 11 | 26 febbraio 2025 | ISBN 978-4-04-115863-0 (ed. regolare) ISBN 978-4-04-115725-1 (ed. limitata) | —                 | —                      |
| 11 | Capitoli - Chapter 23. (ペルマスク 4?, Perumasuku 4) - Chapter 23. (ペルマスク 5?, Perumasuku 5) - Chapter 24. (コハク 1?, Kohaku 1) - Chapter 24. (コハク 2?, Kohaku 2) - Chapter 25. (カシア 1?, Kashia 1) - Chapter 25. (カシア 2?, Kashia 2) - Chapter 25. (カシア 3?, Kashia 3) - Chapter 25. (カシア 4?, Kashia 4) - Chapter 25. (カシア 5?, Kashia 5) - Chapter 26. (メテオクラッシュ 1?, Meteo Kurasshu 1) - Chapter 26. (メテオクラッシュ 2?, Meteo Kurasshu 2) - Chapter 26. (メテオクラッシュ 3?, Meteo Kurasshu 3) |                                                                             |                   |                        |

### Anime
Un adattamento anime è stato annunciato il 10 dicembre 2020. La serie, prodotta da Passione, è stata diretta da Naoyuki Tatsuwa, sceneggiata da Kurasumi Sunayama, presenta il character design di Makoto Uno e la colonna sonora composta da Tomoki Kikuya. L'anime è stato trasmesso dal 6 luglio al 21 settembre 2022 su AT-X e altre reti. La sigla d'apertura è Oath cantata da Shiori Mikami mentre quella di chiusura è Shinshi no torihiki 60-man naal (紳士の取引60万ナール? La transazione del gentiluomo di 600.000 Nar) di Taku Yashiro e Kenta Miyake. I diritti per la distribuzione al di fuori dell'Asia sono stati acquistati da Crunchyroll che l'ha trasmessa in simulcast in versione sottotitolata in vari Paesi del mondo, tra cui l'Italia. Un episodio OAV è stato incluso nel primo volume Blu-ray e DVD della serie pubblicato il 25 novembre 2022. Un ulteriore OAV è stato pubblicato con il secondo volume Blu-ray e DVD uscito il 23 dicembre 2022.
Esistono tre diverse versioni della serie: una versione televisiva (TV放送ver.?, TV hōsō ver.) che è censurata sia in video che audio, una versione denominata "Harem" (ハーレムver.?, Hāremu ver.) che censura solo alcune scene e una versione chiamata "Super Harem" (超ハーレムver.?, Chō Hāremu ver.) che è integrale. Tutti i canali TV in chiaro hanno mandato in onda la versione televisiva censurata mentre su AT-X è stata trasmessa la versione "Super Harem". Nella distribuzione su Crunchyroll sono state rese disponibili sia la versione televisiva censurata che la "Harem".

#### Episodi
| Nº       | Titolo italiano Giapponese 「Kanji」 - Rōmaji                                                     | In onda           | In onda |
| Nº       | Titolo italiano Giapponese 「Kanji」 - Rōmaji                                                     | Giapponese        |         |
| 1        | Incontro 「出会」 - Deai                                                                          | 6 luglio 2022     |         |
| 2        | Guadagnare denaro 「金策」 - Kinsaku                                                              | 13 luglio 2022    |         |
| 3        | Acquisizione 「獲得」 - Kakutoku                                                                  | 20 luglio 2022    |         |
| 4        | Maturità 「卒業」 - Sotsugyō                                                                      | 27 luglio 2022    |         |
| 5        | Cristalli 「結晶」 - Kesshō                                                                       | 3 agosto 2022     |         |
| 6        | Prova 「試練」 - Shiren                                                                           | 10 agosto 2022    |         |
| 7        | Magia 「魔法」 - Mahō                                                                             | 17 agosto 2022    |         |
| 8        | Nuova casa 「新居」 - Shinkyo                                                                     | 24 agosto 2022    |         |
| 9        | Bagno 「風呂」 - Furo                                                                             | 31 agosto 2022    |         |
| 10       | Malinconia 「憂愁」 - Yūshū                                                                       | 7 settembre 2022  |         |
| 11       | Ordine 「順番」 - Junban                                                                          | 14 settembre 2022 |         |
| 12       | Umano 「人間」 - Ningen                                                                           | 21 settembre 2022 |         |
| 13 (OAV) | 「体を洗ったあとは......」 - Karada o aratta ato wa...... – "Dopo aver lavato il tuo corpo......" | 25 novembre 2022  |         |
| 14 (OAV) | 「ロクサーヌと最後まで。」 - Rokusānu to saigo made. – "Fino alla fine con Roxanne."              | 23 dicembre 2022  |         |

### Programma radiofonico
Un programma radiofonico intitolato Isekai meikyū de Radio o (異世界迷宮でラジオを?, Isekai meikyū de Rajio o) è stato trasmesso sulla web radio Onsen. Inizialmente la prima puntata sarebbe dovuta andare in onda il 12 luglio 2022, ma è stata rinviata in quanto la doppiatrice Shiori Mikami, che sarebbe stata presente nel programma, era risultata positiva al Coronavirus, di conseguenza è stata trasmessa il 16 luglio seguente. La seconda puntata invece è stara rinviata al 2 agosto. Il programma è andato in onda fino al 27 settembre 2022 per un totale di 6 puntate.

## Accoglienza
La serie manga è la quinta serie più venduta della libreria digitale BookWalker nella prima metà del 2019.